# Charles Sorel
Charles Sorel (ur. ok. 1600 w Paryżu, zm. 7 marca 1674 tamże) – pisarz francuski.
Był przedstawicielem XVII-wiecznej prozy realistycznej. Był autorem powieści łotrzykowskiej Przygody Francjona (1622-33) oraz parodii romansu pasterskiego Szalony pasterz z 1627, wymierzonej przeciwko wyszukanym tendencjom literatury préciosité. Tworzył też dzieła z zakresu bibliografii.